# Україніка наукова
«Україніка наукова» — українська загальнодержавна реферативна база даних.
Започаткована Національною бібліотекою України імені В. І. Вернадського та Інститутом проблем реєстрації інформації НАН України.
Поповнюється на 2,5-3 тис. записів щомісячно, станом на січень 2020 р. містить близько 700,000 записів.
Має друкований аналог — реферативний журнал «Джерело», що містить чотири галузеві серії:
- Серія 1. Природничі науки (Математика, фізика, астрономія, хімія, геологія, географія, біологія). ISSN 1561-1086.
- Серія 2. Техніка. Промисловість. Сільське господарство (Енергетика, машинобудування, електротехніка, радіотехніка, електроніка, телемеханіка і обчислювальна техніка, металургія, ядерна техніка, приладобудування, гірнича справа, легка промисловість, харчова промисловість, лісова та деревообробна промисловість, будівництво, сільське господарство, транспорт та ін.). ISSN 1561-1094.
- Серія 3. Соціальні та гуманітарні науки. Мистецтво (Філософія, історія, релігія, соціологія, статистика, економіка, політика, держава і право, культура, педагогічні науки, мовознавство, літературознавство та ін.). ISSN 1561-1108.
- Серія 4. Медицина. Медичні науки. ISSN 1729-2719.

Станом на 1 грудня 2019 року журнал реферує 738 вітчизняних наукових періодичних видань.